# ميغيل لورنسو
ميغيل لورنسو (7 فبراير 1920 بالبرتغال - ) هو لاعب كرة قدم برتغالي في مركز الهجوم. شارك مع منتخب البرتغال لكرة القدم. أما مع النوادي، فقد لعب مع إشتوريل برايا ونادي بنفيكا.

## وصلات خارجية
- ميغيل لورنسو على موقع قاعدة بيانات كرة القدم.إي يو (الإنجليزية)